# 차은우
차은우(본명: 이동민, 1997년 3월 30일~)는 대한민국의 가수, 배우이자 보이 그룹 아스트로의 멤버이다. 2014년 9월 영화 《두근두근 내 인생》을 통해 배우로 데뷔했다. 2024년 11월에 문화체육관광부 장관 표창장을 받았다.

## 생애

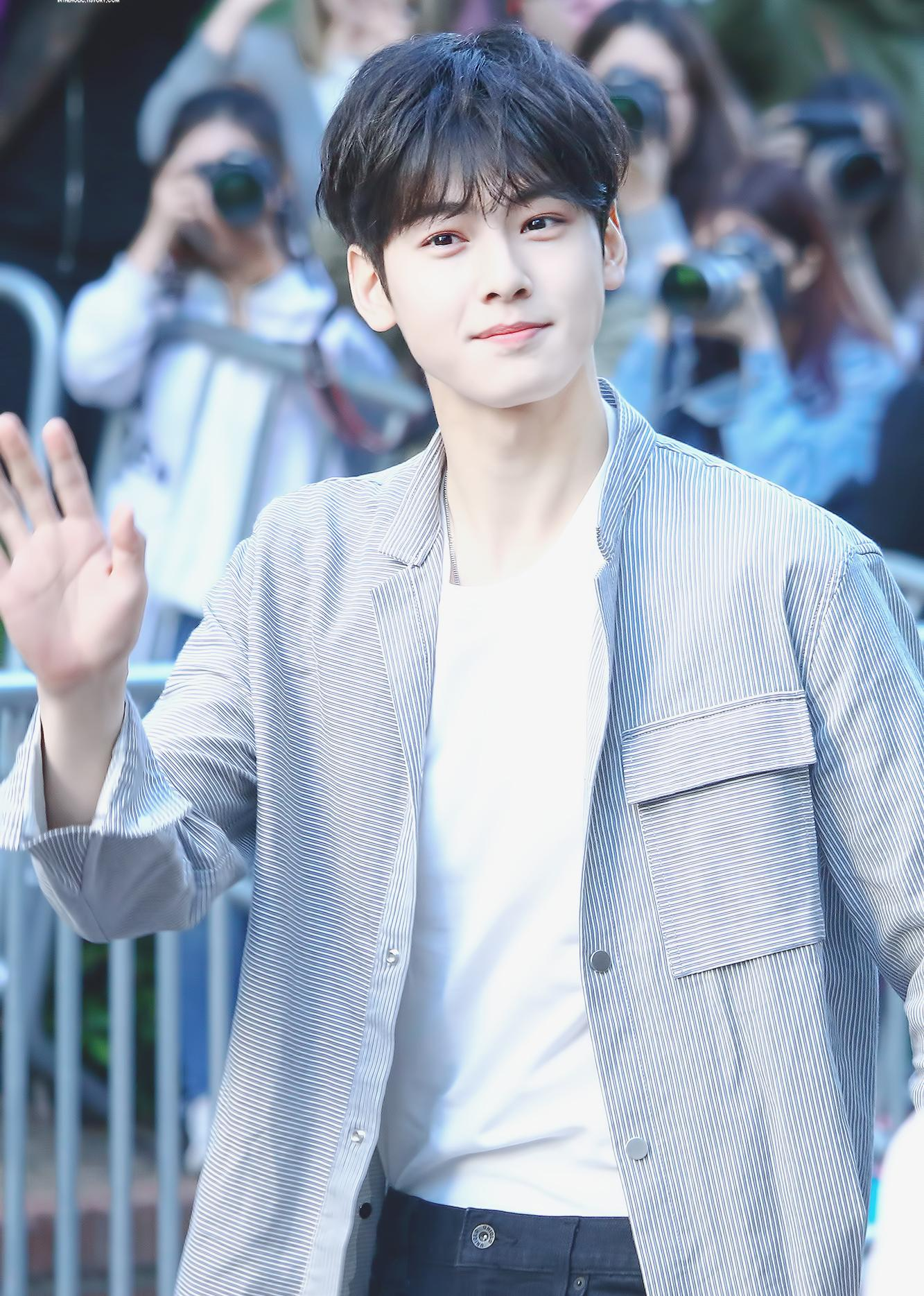
2017년 뮤직뱅크에 출근하는 차은우

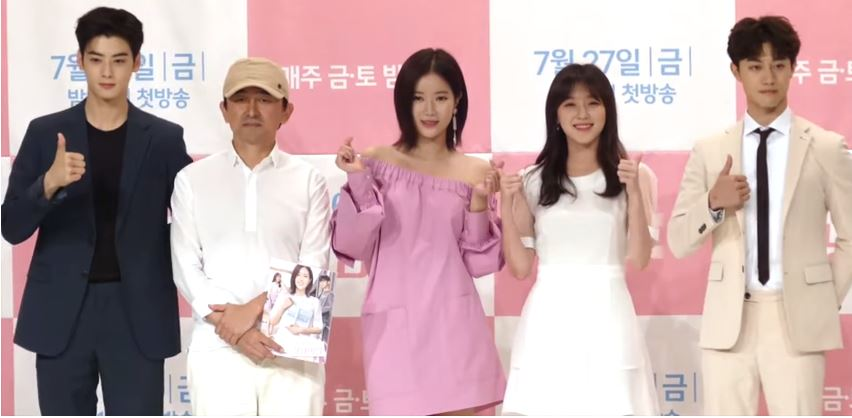
2018년 내 아이디는 강남미인에서 차은우(1)

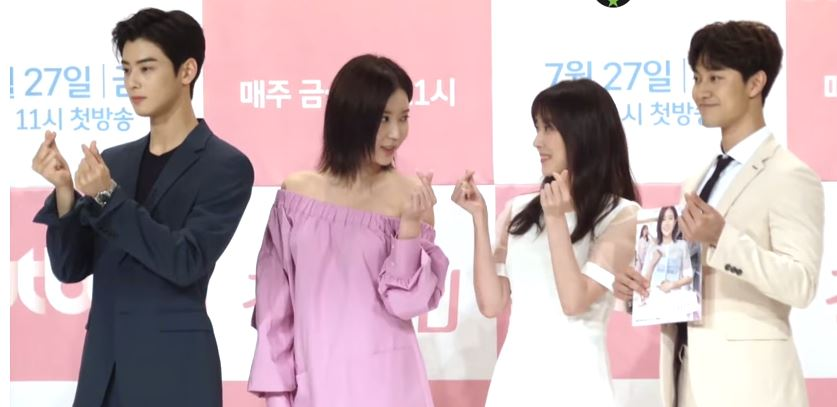
2018년 내 아이디는 강남미인에서 차은우(2)

차은우(이동민)는 1997년 3월 30일 경기도 군포시 산본동에서 태어났다. 한림연예예술고등학교 연예과를 졸업한 후 성균관대학교 연기예술학과를 입학했다. 항상 자전거 뒷자리에 동생을 태우고 동네 곳곳을 돌아다닐 정도로 어렸을 때부터 우애가 깊었다고 한다. KBS 도전! 골든벨 한림연예예술고등학교 편에 출연해 데뷔 전이었음에도 인터넷 커뮤니티에서 한림예고 얼짱으로 이름을 알리기도 했다. 2014년 9월 영화 《두근두근 내 인생》에서 미래 아름역을 맡아 배우로 데뷔했다. 학교 축제에서 판타지오 매니저의 길거리 캐스팅 제안을 받았는데, 처음에는 거절했으나 회사 측이 집요하게 부모님과 본인을 설득해서 결국 연습생이 되었다고 한다.
본격적인 경력은 2016년 2월 23일에 아스트로로 데뷔하며 시작되었다. 2016년부터 2018년까지 김새론, 이수민과 함께 MBC 《쇼! 음악중심》의 MC로 발탁되었다. 2018년, 동명의 웹툰을 원작으로 한 JTBC의 로맨스 코미디 드라마 《내 아이디는 강남미인》의 도경석 역으로 발탁되어, TV에서 첫 주연 배역을 맡게 되었다. 2019년, MBC의 《신입사관 구해령》에 신세경과 함께 지상파 첫 주연으로 발탁되었다. 그 이후,2020년 12월부터 2021년 2월까지 방영된 tvN의 드라마 《여신강림》에 문가영, 황인엽과 함께 주연으로 발탁되어 배우 활동을 이어나갔다.

## 학력
- 능내초등학교 졸업
- 수리중학교 졸업
- 한림연예예술고등학교 졸업
- 성균관대학교 연기예술학 학사

## 논란

### 방역 치침 위반
이태원 클럽 코로나바이러스감염증-19 집단 감염 사건이 일어나기 며칠 전이었던 2020년 4월 25일~4월 26일 사회적 거리두기 기간 중 차은우는 방탄소년단 정국, NCT 재현, 세븐틴 민규와 함께 이태원을 방문하였다. 하지만, 2020년 4월 20일부터 2020년 5월 5일까지는 대한민국 정부에서 선정한 완화된 사회적 거리두기였으며, 4월 25일 전국 확진자 수가 10명이었다고 한다. 또한, 디스패치 기사에 아이돌들의 방문과 관련 없는 사진을 사용하고 '해당 장소와 방문장소는 관련없습니다'라고 썼으며, 2차 방문 장소에 관해서도 과장 보도가 됐지만, 그럼에도 국민들로부터 비난이 쏟아졌다. 더불어 확진자가 나오기 한참 전이었기에 검사 대상도 아니었지만 자발적으로 검사를 받았고 '음성'이 나왔다. 자가격리 또한 대상에 포함되지 않는다. 차은우는 자필로 사과문을 작성했다.

## 음반 활동

### EP
- 2024년 2월 15일 《ENTITY》

### OST
| 연도 | 음반 정보                                                     | 트랙 리스트                                   |
| ---- | ------------------------------------------------------------- | --------------------------------------------- |
| 2018 | 《내 아이디는 강남미인 OST Part.7》 - 발매일: 2018년 8월 31일 | 1. Rainbow Falling 2. Rainbow Falling (Inst.) |
| 2018 | 《탑 매니지먼트 OST》 - 발매일: 2018년 11월 15일              | 1. Together                                   |
| 2019 | 《신입사관 구해령 OST Part.6》 - 발매일: 2019년 9월 18일      | 1. 기억해줘요 2. 기억해줘요 (Inst.)           |
| 2021 | 《여신강림 OST Part 8》 - 발매일: 2021년 2월 3일              | 1. Love so Fine 2. Love so Fine (Inst.)       |

## 출연 작품

### 드라마
- 2015년 MBC EVERY 웹 드라마 《투 비 컨티뉴드》 ... 차은우 역
- 2016년 네이버 TV 웹 드라마 《마이 로맨틱 썸 레시피》 ... 차은우 역
- 2017년 KBS2 금토 미니시리즈 《최고의 한방》 ... 엠제이 역
- 2017년 OKSUSU 월화 미니시리즈 《복수노트》 ... 차은우 역
- 2018년 YOUTUBE RED 8부작 웹드라마 《탑 매니지먼트》 ... 우연우 역
- 2018년 JTBC 금토 미니시리즈 《내 아이디는 강남미인》 ... 도경석 역
- 2019년 MBC 수목 미니시리즈 《신입사관 구해령》 ... 이림 역
- 2020년~2021년 tvN 수목 미니시리즈 《여신강림》 ... 이수호 역
- 2022년 TVING 오리지널 드라마 《아일랜드》 ... 요한 역
- 2023년 MBC 수요 드라마 《오늘도 사랑스럽개》 ... 진서원 / 수현 역
- 2024년 KBS2 월화 드라마 《원더풀 월드》 ... 권선율 역

### 영화
| 연도 | 제목                 | 역할        | 비고     |
| ---- | -------------------- | ----------- | -------- |
| 2014 | 《두근두근 내 인생》 | 건강한 아름 |          |
| 2022 | 《데시벨》           | 전태룡      | 특별출연 |

### 방송
| 연도      | 방송사    | 제목                        | 역할      | 방영 날짜                         | 비고                                 |
| --------- | --------- | --------------------------- | --------- | --------------------------------- | ------------------------------------ |
| 2016      | KBS1      | 《도전! 골든벨》            | 출연자    | 2016년 1월 3일                    | 한림연예예술고등학교 편              |
| 2016      | MBC MUSIC | 《아스트로 OK! 준비완료》   | 고정      | 2016년 1월 21일~2016년 2월 18일   | 리얼리티 프로그램                    |
| 2016      | SBS       | 설 파일럿 《나를 찾아줘》   | 게스트    | 2016년 2월 9일                    | 트루맨                               |
| 2016      | KBS2      | 《1대100》                  | 게스트    | 2016년 3월 8일                    | 문빈, MJ와 동반 출연, 7단계까지 통과 |
| 2016      | KBS2      | 《위기탈출 넘버원》         | 출연자    | 2016년 4월 11일                   | 태양의 후예 차상사 역                |
| 2016      | KBS2      | 《뮤비뱅크 스타더스트 2》   | 스페셜 MC | 2016년 3월 17일~2016년 4월 27일   |                                      |
| 2016      | SBS       | 《정글의 법칙》             | 게스트    | 2016년 7월 1일~2016년 7월 29일    | 뉴칼레도니아 편                      |
| 2016      | MBC       | 《상상극장 우.설.리.》      | 출연자    | 2016년 9월 15일                   | 파일럿                               |
| 2016      | SBS MTV   | 《더 쇼》                   | 스페셜 MC | 2016년 7월 12일                   |                                      |
| 2016      | MBC       | 《쇼 음악중심》             | 스페셜 MC | 2016년 7월 16일                   |                                      |
| 2016      | KBS       | 《붐샤카라카》              | 출연자    | 2016년 9월 15일                   | 파일럿                               |
| 2016      | KBS2      | 《해피투게더》              | 게스트    | 2016년 10월 13일                  | 팩트폭력단 특집                      |
| 2016      | MBC       | 《복면가왕》                | 판정단    | 2016년 11월 20일~2016년 11월 27일 |                                      |
| 2016      | tvN       | 《문제적 남자》             | 게스트    | 2016년 11월 13일                  |                                      |
| 2016      | SBS MTV   | 《더 쇼》                   | 스페셜 MC | 2016년 8월 9일                    |                                      |
| 2016      | KBS2      | 《안녕하세요》              | 게스트    | 2016년 11월 14일                  |                                      |
| 2016      | KBS WORLD | 《아이돌 배틀라이크》       | 출연자    |                                   |                                      |
| 2016      | KBS2      | 《트릭 앤 트루》            | 출연자    | 2016년 12월 14일                  |                                      |
| 2016      | On Style  | 《립스틱 프린스》           | 출연자    | 2016년 12월 15일                  |                                      |
| 2016~2018 | MBC       | 《쇼 음악중심》             | MC        | 2016년 10월 1일~2018년 1월 27일   |                                      |
| 2017      | MBC       | 《마이 리틀 텔레비전》      | 게스트    | 2017년 2월 11일~2017년 2월 18일   |                                      |
| 2017      | JTBC      | 《크라임씬3》               | 게스트    | 2017년 6월 9일                    |                                      |
| 2017      | MBC TV    | 《MBC 가요대제전》          | MC        | 2017년 12월 31일                  |                                      |
| 2018      | JTBC      | 《아는형님》                | 게스트    | 2018년 7월 21일                   |                                      |
| 2018      | JTBC      | 《한끼줍쇼》                | 게스트    | 2018년 11월 21일                  | 헨리와 공동출연                      |
| 2018      | KBS2      | 《해피투게더》              | 스페셜MC  | 2018년 12월 13일                  |                                      |
| 2018      | MBC TV    | 《MBC 가요대제전》          | MC        | 2018년 12월 31일                  |                                      |
| 2019      | tvN       | 《슈퍼히어러》              | 게스트    | 2019년 6월 16일                   |                                      |
| 2019      | MBC TV    | 《MBC 가요대제전》          | MC        | 2019년 12월 31일                  |                                      |
| 2020      | SBS       | 《진짜 농구, 핸섬타이거즈》 | 고정      | 2020년 1월 10일~2020년 3월 27일   |                                      |
| 2020      | SBS       | 《집사부일체》              | 고정      | 2020년 4월 19일~2021년6월20일     |                                      |
| 2021      | tvN       | 《놀라운 토요일》           | 게스트    | 2021년 3월 27일                   | 윤산하와 동반 출연                   |
| 2021      | JTBC      | 《아는 형님》               | 게스트    | 2021년 4월 17일                   | 문빈과 동반 출연                     |
| 2021      | MBC       | 《쇼! 음악중심》            | 스페셜MC  | 2021년 4월 24일                   |                                      |
| 2021      | KBS2      | 《슈퍼맨이 돌아왔다》       | 특별출연  | 2021년 8월 22일                   | MJ와 동반 출연                       |
| 2022      | SBS       | 《SBS 가요대전》            | MC        | 2022년 12월 24일                  |                                      |

### 라디오
| 연도 | 방송사      | 제목          | 방영 날짜       | 비고                     |
| ---- | ----------- | ------------- | --------------- | ------------------------ |
| 2021 | KBS Cool FM | 볼륨을 높여요 | 2021년 4월 15일 | 진진, 윤산하와 동반 출연 |

### 광고
| 연도      | 기업명                      | 브랜드                       | 품목         | 공동모델                       | 비고           |
| --------- | --------------------------- | ---------------------------- | ------------ | ------------------------------ | -------------- |
| 2016~2017 | (주)씨엔티드림              | 러블럽                       | 화장품       | 아스트로                       |                |
| 2016~2017 | (주)코리아델로스KD          | 치킨매니아                   | 치킨         | 아스트로                       | TVCF           |
| 2016~2019 | (주)PL스쿨웨어              | 파크랜드 학생복 'PL스쿨웨어' | 교복         | 아스트로                       |                |
| 2017      | SPC그룹 비알코리아          | 배스킨라빈스                 | 아이스크림   | 유승호, 송유정, 김민교, 권혁수 | TVCF           |
| 2017      | 롯데그룹 롯데월드           | 롯데워터파크                 | 워터파크     | 김세정                         | TVCF           |
| 2017      | 잡코리아(유)                | 알바몬×최고의한방            | 구인구직앱   | 이세영, 김민재                 | 풋티지광고     |
| 2017      | LF그룹 라푸마코리아         | 라푸마                       | 아웃도어     | 설현                           | TVCF           |
| 2017      | 현대백화점그룹 현대G&F      | 타미힐피거 데님              | 의류         | 김도연                         | 브랜드뮤즈     |
| 2017      | (주)블루마운틴코리아        | 블루마운틴                   | 슈즈         | 공명, 김도연, 최유정           | TVCF           |
| 2017      | (주)한독                    | 클리어틴                     | 의약품       | 안유진                         | TVCF           |
| 2017      | (주)농심                    | 프레첼                       | 스낵         | 신세휘                         | TVCF           |
| 2017~2020 | 신세계그룹 신세계디에프     | 신세계면세점                 | 면세점       | 아스트로                       |                |
| 2017~2020 | (주)에이션패션              | 폴햄                         | 캐주얼의류   | 김도연, 김보라                 | 브랜드뮤즈     |
| 2017~2020 | 중원주식회사                | 시크릿데이                   | 생리대       | 아스트로                       |                |
| 2018      | (주)아모레퍼시픽            | 아리따움 '엔젤키스틴트'      | 화장품       |                                |                |
| 2018      | 슈페리어홀딩스(주)          | BMS FRANCE                   | 슈즈         |                                | 브랜드뮤즈     |
| 2018      | 로레알그룹 로레알코리아     | 아틀리에 코롱                | 향수         | 임수향                         | 브랜드뮤즈     |
| 2018      | (주)신안코스메틱            | 션리                         | 화장품       | 아스트로                       |                |
| 2018~2019 | 농심켈로그(주)              | 켈로그 '허쉬초코크런치'      | 시리얼식품   |                                | TVCF           |
| 2018~2019 | 바이트댄스(주)              | 틱톡                         | 영상편집앱   | 최유정                         | TVCF           |
| 2018~2019 | 신세계그룹 신세계인터내셔날 | 엠포리오 아르마니            | 시계         |                                | TVCF           |
| 2018~2019 | 한국다케다제약(주)          | 화이투벤                     | 의약품       |                                | TVCF           |
| 2018~2020 | (주)설빙                    | 설빙                         | 디저트카페   | 아스트로                       | TVCF           |
| 2018~2020 | 동아쏘시오그룹 동아제약     | 고바야시제약 '아이봉'        | 의약품       |                                | TVCF           |
| 2018~2020 | LG그룹 LG생활건강           | 빌리프                       | 화장품       |                                | 중국광고       |
| 2018~2020 | LG그룹 LG생활건강           | 온더바디                     | 바디제품     |                                | 중국광고       |
| 2018~2020 | LG그룹 LG생활건강           | 리엔윤고                     | 헤어제품     |                                | 중국광고       |
| 2018~2020 | SK그룹 11번가               | 11번가                       | 오픈마켓     |                                | TVCF           |
| 2018~2020 | (주)크린토피아              | 크린토피아                   | 세탁편의점   |                                | TVCF           |
| 2018~2020 | (주)지앤푸드                | 굽네치킨                     | 치킨         | 박보영                         | TVCF           |
| 2019~2020 | 쌤소나이트코리아(주)        | 쌤소나이트 레드              | 가방잡화     |                                | 극장CF         |
| 2019~2020 | 이랜드그룹 이랜드월드       | 케이스위스()                 | 스포츠웨어   |                                | 브랜드뮤즈     |
| 2019~2020 | LG그룹 LG유플러스           | LG U+ 5G VR()                | 통신사       | 이새봄                         | TVCF           |
| 2019~2020 | (주)리즈케이                | 리즈케이                     | 화장품       | 아스트로, 이보영, 고아라       | 브랜드뮤즈     |
| 2019~2020 | 삼성그룹 삼성카드           | 삼성카드                     | 신용카드     |                                | TVCF           |
| 2021      | 동아제약                    | 파티온                       | 화장품       |                                | [ 16 ]         |
| 2021      | 리모와코리아                | 리모와                       | 가방잡화     |                                | [ 17 ]         |
| 2021      | 티앤비코리아                | 누구나홀딱반한닭             | 치킨         |                                | TVCF 1, TVCF 2 |
| 2021      | 루이비통                    | 루이비통                     | 의류         |                                | [ 18 ]         |
| 2021      | 리치몬트 코리아             | 몽블랑                       | 시계         |                                | [ 19 ]         |
| 2021      | 맥키스컴퍼니                | 이제우린                     | 소주(주류)   |                                | [ 20 ] [ 21 ]  |
| 2021      | 삼화식품공사                | 척척척만능간장               | 조미류       |                                | [ 22 ]         |
| 2021      | 건강여행                    | 2.0레시피눈엔차즈기          | 건강보조식품 |                                | [ 23 ]         |

## 수상 및 후보
| 연도 | 시상식                          | 부문                              | 작품                 | 결과 |
| ---- | ------------------------------- | --------------------------------- | -------------------- | ---- |
| 2017 | 제9회 MTN 방송광고 페스티벌     | CF 남자 스타상                    | 빈칸                 | 수상 |
| 2017 | MBC 방송연예대상                | 쇼 시트콤 부문 - 남자 신인상      | 쇼 음악중심          | 후보 |
| 2018 | 제11회 코리아 드라마 어워즈     | 남자 신인상                       | 내 아이디는 강남미인 | 수상 |
| 2018 | 제11회 코리아 드라마 어워즈     | 한류스타상                        | 내 아이디는 강남미인 | 수상 |
| 2018 | 제2회 더 서울 어워즈            | 드라마부문 남자인기상             | 내 아이디는 강남미인 | 후보 |
| 2018 | 제3회 아시아 아티스트 어워즈    | 배우부문 남자인기상               | 빈칸                 | 후보 |
| 2018 | 제3회 아시아 아티스트 어워즈    | 배우부문 라이징상                 | 빈칸                 | 수상 |
| 2018 | 인도네시아 TV 어워즈 2018       | 특별상                            | 빈칸                 | 수상 |
| 2018 | 야후 아시아 버즈 어워즈 2018    | 연간 최다 검색 한국 신인 연기자상 | 빈칸                 | 수상 |
| 2018 | 2019 대한민국 퍼스트브랜드 대상 | 남자연기돌 부문                   | 빈칸                 | 수상 |
| 2018 | 2019 대한민국 퍼스트브랜드 대상 | 남자CF모델 부문                   | 빈칸                 | 수상 |
| 2019 | 2018 아이치이 엔터테인먼트 대상 | 자체발광 남신                     | 빈칸                 | 수상 |
| 2019 | 제14회 숨피 어워즈              | 브레이크아웃 배우상               | 내 아이디는 강남미인 | 수상 |
| 2019 | 제14회 숨피 어워즈              | 최고의 아이돌 배우상              | 내 아이디는 강남미인 | 후보 |
| 2019 | 제14회 숨피 어워즈              | 베스트 커플상(with 임수향)        | 내 아이디는 강남미인 | 후보 |
| 2019 | MBC 연기대상                    | 수목 드라마부문 남자 우수연기상   | 신입사관 구해령      | 수상 |
| 2019 | MBC 연기대상                    | 최고의 1분 커플(with 신세경)      | 신입사관 구해령      | 수상 |
| 2020 | SBS 연예대상                    | 남자신인상                        | 집사부일체           | 수상 |
| 2021 | 브랜드 고객 충성도 대상         | 남자 연기돌                       | 빈칸                 | 수상 |
| 2021 | 올해의 브랜드 대상              | 연기돌(남)                        | 빈칸                 | 수상 |
| 2021 | 제6회 아시아 아티스트 어워즈    | 이모티브상                        | 빈칸                 | 수상 |
| 2023 | 제2회 청룡 시리즈 어워즈        | 티르티르 인기스타상               | 아일랜드             | 수상 |
| 2024 | 대한민국 퍼스트브랜드 대상      | 베트남 부문 남자 연기돌 부문      | 오늘도 사랑스럽개    | 수상 |
| 2024 | 대중문화예술상                  | 문화체육관광부 장관 표창장        | 빈칸                 | 수상 |